# Neoplan Trendliner
Neoplan N3516 Ü — 12-метровый туристический автобус, который производится в Германии с 2002 года. Главный из 3 подвидов Trendliner; автобус с повышенным комфортом перевозок и возможностью некоторых изменений в конструкции, включая трансмиссию и двигатель.

## Общее описание
Автобус является универсальным — он рассчитан как на городские экскурсии (хотя с 13-метровой длиной передвижение автобуса становится проблемным), так и на интернациональные пассажирские перевозки. Автобус рассчитан на 53-63 места; и как внутренний, так и внешний дизайн автобуса выполнен по современным стандартам. Длина автобуса составляет 13 метров, ширина составляет 2,56 метра. Передок автобуса разделен надвое, имеет четко очерченный бампер с тремя с каждой стороны фарами. Лобовое стекло панорамное, стеклоочистители расположены один над другим. По бокам размещены багажные баки, объём каждого составляет 12,8 м³.
Задок автобуса тоже имеет четко очерченный бампер, 6 задних фар и 4 габаритных огня. Двигатель расположен сзади. Автобус низкопольный, и высота самой низкой ступени над уровнем земли составляет 22 сантиметра. Благодаря низкой пневматической подвеске с системами ABS и ASR, шум в салоне минимальный, и плавное движение автобуса ощущается как на малой, так и на большой скорости. В салон ведут 4 ступени.
Внутри расположены 51-61 кресло, которые сделаны парными и ортопедическими, однако из-за повышения количества сидений расстояние между сиденьями уменьшилось до 0,71 метра. На спинках кресел расположены министолик, пепельница «vogel-sitze» и ящик для содержания небольших вещей. Сиденья имеют подлокотники и могут откидываться на 120°. По салону разбито 16-18 рядов с местами и обозначениями о них, в задней части салона расположено 5 кресел. По салону расположены панели отопления мощностью в 43 кВт. Автобус оборудован 2 LCD-телевизорами, первый - в передней части салона, находится на потолке.
Освещает салон бледно-белая подсветка. Пассажиры могут включать свет или кондиционер с помощью клавиш, находящихся над каждым из кресел. Кресло водителя большого размера, со стороны водителя расположены специальные выходные двери (хотя обычно используются 2 двери для пассажиров). Панель управления сделана как торпедо с фирменным рулем от Neoplan’a, стрелочные приборы и клавиши имеют индивидуальную подсветку и легко читаются в любое время суток. Есть спидометр (максимальная отметка — 125 км/ч), тахометр (максимально оборотов 3200/хв), топливомер (ёмкость топливного бака 300 литров) и датчик разогрева двигателя (110 °C). Коробка передач имеет 6-9 скоростей, одна из которых заднего хода. Радио и GPRS расположены в нижней части приборной панели. Некоторые приборы и переключатели расположены на боку передних дверей для водителя, микрофон для объявлений находится слева от водителя.